# Noel Pix
Jochen "Noel Pix" Seibert  (nascido em 25 de março de 1972 em Munique, Alemanha Ocidental) é um músico, produtor e compositor de house music e rock, de descendência franco-alemã. Foi o guitarrista solo e programador das bandas de metal industrial Eisbrecher e do Megaherz. Ele lança seus trabalhos de house sob o nome "Housemaster Kinky J.". Também é famoso por dublar temas de desenhos animados como Pokémon, Digimon e Dragon Ball Z. Teve um hit nas paradas da Alemanha, Áustria e Suíça: o tema da segunda temporada de Pokémon ("Pokémon Welt", que traduz-se como "Mundo Pokémon") chegou à 50ª colocação na Alemanha, à 30ª na Áustria e à 49ª na Suíça.

## Discografia

### Singles

#### Solo
- 1996 - "Kinky, Freaky, Funky" (como "Housemaster Kinky J")
- 1999 - "Chicci Chicci" (como "Noel Pix")
- 2000 - "Pokémon Welt" (como "Noel Pix")

#### Megaherz
- 1998 - "Liebestöter"
- 1998 - "Rock Me Amadeus"
- 1999 - "Freiflug"
- 2000 - "Himmelfahrt"

#### Eisbrecher
- 2003 - "Mein Blut"
- 2003 - "Fanatica"
- 2006 - "Leider"
- 2006 - "Leider/Vergissmeinnicht"
- 2006 - "Vergissmeinnicht"
- 2008 - "Kann denn Liebe Sünde sein?"
- 2010 - "Eiszeit"
- 2011 - "Verrückt"
- 2012 - "Die Hölle Muss Warten"
- 2012 - "Miststück 2012/Metall"
- 2012 - "Prototyp"
- 2013 - "10 Jahre Eisbrecher"
- 2014 - "Zwischen Uns"
- 2015 - "1000 Narben"
- 2015 - "Rot Wie Die Liebe"
- 2016 - "Volle Kraft Voraus"
- 2016 - "Wir sind Gold"
- 2016 - "Was ist hier los?"

### Álbuns

#### Megaherz
- 1997: Wer Bist Du
- 1998: Kopfschuss
- 2000: Himmelfahrt
- 2001: Querschnitt
- 2002: Herzwerk II - Citado nos créditos
- 2009: Totgesagte Leben Länger - Faixas (2,3,8,9 & 12)

#### Eisbrecher
- 2004: Eisbrecher
- 2006: Antikörper
- 2008: Sünde
- 2010: Eiszeit
- 2012: Die Hölle Muss Warten
- 2015: Schock
- 2016: Schock Touredition 2016
- 2017: Sturmfahrt
- 2018: Ewiges Eis
- 2020: Schicksalsmelodien
- 2021: Liebe macht Monster

### Álbuns ao vivo

#### Eisbrecher
- 2015: Schock Live

### Contribuições para outros artistas
- 2017: Maerzfeld - Ungleich (Teclados e Design de som na música "Es bricht")
- 2025 - Sotiria - Meine Liebe ist Gift (produção, composição, guitarras, teclados e programação)